# Love On Delivery
『Love On Delivery』（ラヴ・オン・デリバリー）は、武田と哲也の2枚目のミニアルバム。2021年10月27日にSOUL WAVEからリリースされた。（初回生産限定盤:SWCL 0001〜0002、通常盤:SWCL 0003）

## 概要
- 独自レーベルであるSOUL WAVEからの発売。
- 初回生産限定盤には本作のメイキング映像を収録したDVDが付属。
- 「Ebony & Ivory」は哲也が鈴木雅之に提供した楽曲。本作でセルフカヴァーした。

## 収録曲
CD
1. 愛をさがして feat. G.RINA
  - 作詞・作曲・編曲：G.RINA
2. SOUL WAVE feat. Mummy-D
  - 作詞：村上てつや、Mummy-D　作曲：SWING-O、村上てつや　編曲：SWING-O
3. One Lady In My Life
  - 作詞：山田ひろし　作曲：SWING-O、村上てつや　編曲：SWING-O
4. Let's Talk feat. Kzyboost
  - 作詞・作曲：TAKE　編曲：Kzyboost
5. The Time Of Love
  - 作詞・作曲：TAKE　編曲：本間将人
6. Ebony & Ivory
  - 作詞：松井五郎　作曲：村上てつや、妹尾武　編曲：本間将人
7. シンガソング
  - 作詞：村上てつや　作曲：村上てつや、宇佐美秀文　編曲：Kzyboost

DVD（初回生産限定盤のみ）
1. 「Love On Delivery」 Making